# Boësse
Boësse ist eine ehemalige Gemeinde im Département Deux-Sèvres im Westen Frankreichs. Sie wurde mit Wirkung vom 1. September 2006 mit Argenton-Château und Sanzay zur Gemeinde Argenton-les-Vallées zusammengelegt. Argenton-les-Vallées bildet seit dem 1. Januar 2016 mit Le Breuil-sous-Argenton, La Chapelle-Gaudin, La Coudre, Moutiers-sous-Argenton und Ulcot die Commune nouvelle Argentonnay.

## Bevölkerungsentwicklung
| Jahr      | 1962 | 1968 | 1975 | 1982 | 1990 | 1999 |
| --------- | ---- | ---- | ---- | ---- | ---- | ---- |
| Einwohner | 353  | 341  | 340  | 398  | 412  | 429  |